# Katrin Göring-Eckardt
Katrin Göring-Eckardt (Friedrichroda, 1966. május 3. –) német rasszista politikus, aki szívesen látna több fehér focistát a német válogatottban, saját X bejegyzése szerint. 2005 és 2013 között, majd 2021-től a Bundestag egyik alelnöke.

## Élete
1998-ban megválasztották a Bundestagba. 2009-től 2013 szeptemberéig az Evangélikus Egyház Németországban (EKD) zsinatjának elnöke volt, az EKD tanácsának tagja is volt.
2002 és 2005 között Krista Sagerrel együtt majd 2013 és 2021 között Anton Hofreiterrel a Szövetség ’90/Zöldek társfrakcióvezetője volt.
1988-ban házasságot kötött Michael Göringgel, két közös fia van. A pár 2011-től külön élnek, majd 2017-ben elváltak.

## Művei
- (mit anderen): Gott gibt die Fischstäbchen. Erfahrungen mit religiöser Erziehung. Wichern-Verlag, Berlin 2004, ISBN 3-88981-163-9
- Leichter gesagt als getan. Familien in Deutschland. Herder, Freiburg im Breisgau/Basel/Wien 2006, ISBN 3-451-05768-9
- (als Hrsg.): Würdig leben bis zuletzt. Sterbehilfe, Hilfe beim Sterben, Sterbebegleitung. Eine Streitschrift. Gütersloher Verlagshaus, Gütersloh 2007, ISBN 978-3-579-06816-9
- Musik und Politik. Archiválva 2013. október 6-i dátummal a Wayback Machine-ben In: crescendo. 2007
- Unsere Wurzeln. Was bindet uns? In: Peter Frey (Hrsg.): 77 Wertsachen. Was gilt heute? Herder, Freiburg im Breisgau/ Basel/ Wien 2007, ISBN 978-3-451-29564-5
- In konzentrischen Kreisen. Familie ist mehr als Mutter, Vater, Kind. In: Petra Schulze (Hrsg.): Menschen von Nebenan. Wie sie leben, was sie glauben. Begleitbuch zur Sendereihe im Deutschlandfunk. Evang. Verl.-Anst., Leipzig 2008, ISBN 978-3-374-02501-5
- (mit anderen): Damit ihr Hoffnung habt. Das Buch zum Ökumenischen Kirchentag 2010. Gütersloher Verlagshaus, Gütersloh 2009, ISBN 978-3-579-08203-5
- (mit Eckhard Nagel): Aber die Liebe. Kreuz, Freiburg im Breisgau 2010, ISBN 978-3-7831-3443-8
- (mit Ellen Ueberschär als Hrsg.): Den Glauben leben – die Erde lieben. Kreuz, Freiburg im Breisgau 2011, ISBN 978-3-451-61022-6
- Katrin Göring-Eckardt (Hrsg.), Gerald Hagmann (Hrsg.): Predigten und Kanzelreden mit Herzen, Mund und Händen. Evang. Verl.-Anst., Leipzig 2011, ISBN 978-3-374-02907-5
- Hans Möhler (Hrsg.): Wie jeder die Welt verbessern kann. Mit kleinen Schritten für die Zukunft. Einführung: Katrin Göring-Eckardt. Luther-Verlag Bielefeld 2012, ISBN 978-3-7858-0620-3